# العلاقات البولندية الفلسطينية
العلاقات البولندية الفلسطينية (بالبولندية: Stosunki polsko-palestyńskie)‏ هي العلاقات الدولية بين جمهورية بولندا ودولة فلسطين.

## التاريخ
تؤيد بولندا تسوية الصراع الفلسطيني الإسرائيلي بطريقة سلمية وعبر المفاوضات على أساس الحل القائم على وجود دولتين. وهناك تعاون برلماني بين فلسطين وبولندا وتبادل الوفود البرلمانية. وهناك أيضا تعاون وثيق في مجالات مختلفة مثل السياحة، والتعليم، والرياضة، والأمن العسكري. وتقدم بولندا دعما سنويا عن طريق تقديم المعونة لمشاريع التنمية في فلسطين.
شاركت بولندا في تدريب عدد من الدبلوماسيين ورجال الشرطة وحرس الحدود الفلسطينيين. وقام حرس الحدود البولندي بتدريب 72 من رجال الشرطة الفلسطينية في عام 2016.
إن امتناع بولندا عن التصويت لصالح قرار للجمعية العامة يرفض اتخاذ أي تدابير لتغيير الحالة في القدس ينبع من وجهة النظر البولندية بأن التصويت لصالح القرار لن يؤدي إلى تقريب الحل بين الجانبين.
في 18 مارس 2023، بحث مجدي الخالدي مستشار الرئيس الفلسطيني للشؤون الدبلوماسية تعزيز العلاقات البولندية الفلسطينية، خلال زيارته معهد الذاكرة الوطني البولندي.
في 7 يونيو 2023، عُقدت جلسة مشاورات سياسية بين البلدين في مقر وزارة الخارجية والمغتربين في رام الله، حيث ترأست أمل جادو الوفد الفلسطيني ونظيرها البولندي باڤو يابونسكي وفد بلاده.

## التمثيل الدبلوماسي

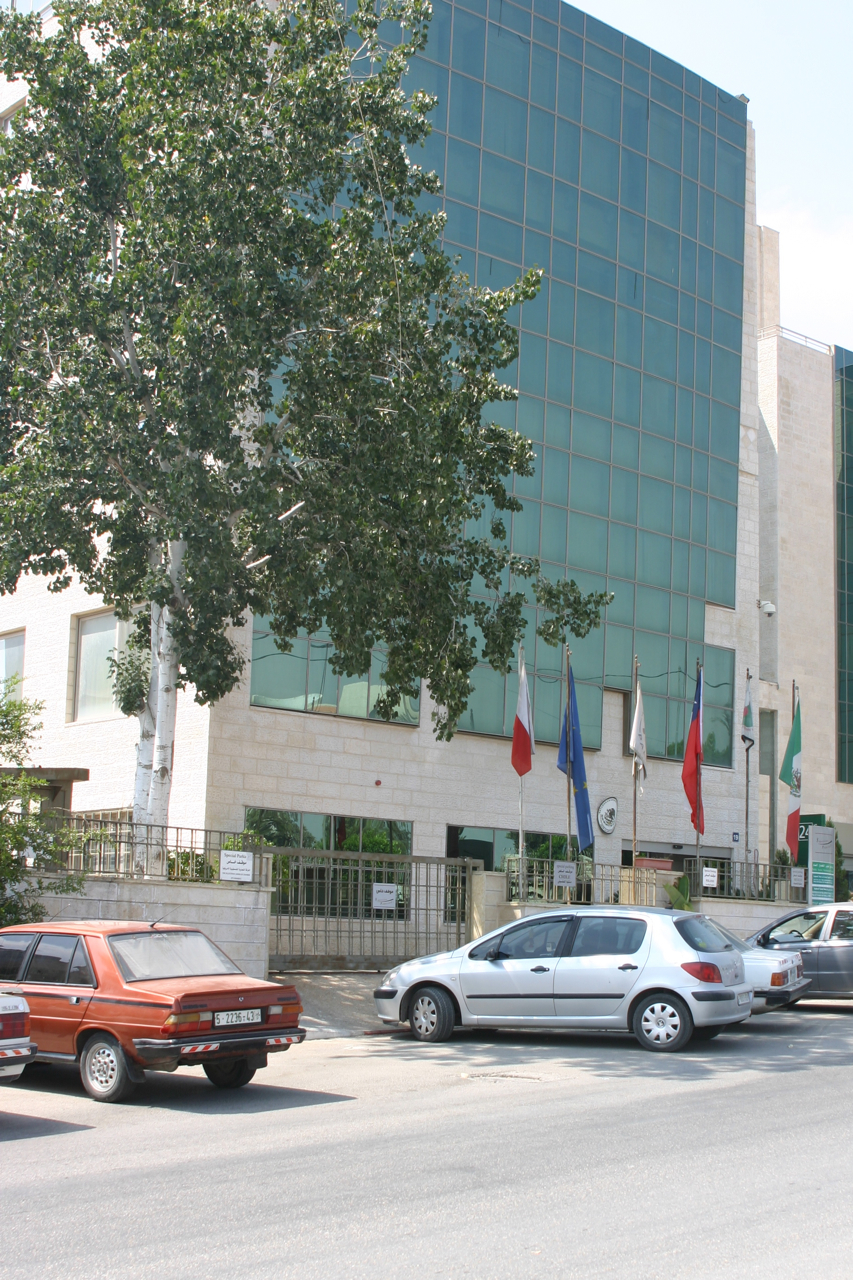
مبنى ممثلية بولندا في رام الله

يرجع تاريخ العلاقات بين بولندا ومنظمة التحرير الفلسطينية إلى السبعينات عندما تأسس مكتب ممثلية منظمة التحرير الفلسطينية في وارسو عام 1976.
في عام 1982، تطورت العلاقات الدبلوماسية بين البلدين وارتفع التمثيل الدبلوماسي الفلسطيني إلى مستوى بعثة دبلوماسية رسمية لمنظمة التحرير الفلسطينية في بولندا «سفارة» و حصل رئيس البعثة على لقب سفير.
اعترفت بولندا بدولة فلسطين في 14 ديسمبر 1988، بعد إعلان الاستقلال الفلسطيني في الجزائر العاصمة في 15 نوفمبر 1988، ورفعت مستوى تمثيل بعثة منظمة التحرير الفلسطينية الدبلوماسية إلى مستوى سفارة تتمتع بجميع الامتيازات والحقوق التي تتمتع بها بعثات أخرى معتمدة لدى بولندا. لاحقًا افتتح الرئيس الفلسطيني ياسر عرفات مبنى السفارة في وارسو في أبريل 1989.
اعتمدت بولندا سفارتها لدى تونس سفارةً لدى دولة فلسطين حيث كان مقر القيادة الفلسطينية.
عينت بولندا في عام 1997 ممثلًا لها لدى السلطة الوطنية الفلسطينية في سفارتها لدى إسرائيل.
اتفقت بولندا والسلطة الوطنية الفلسطينية على التمثيل الدبلوماسي الثنائي في عام 2000، وأن يكون سفيرًا لدولة فلسطين، وسفيرًا فوق العادة لدى بولندا.
في 11 مارس 2005، افتتحت ممثلية بولندا لدى السلطة الوطنية الفلسطينية. وفي عام 2012 افتتحت قنصلية فخرية لها في بيت لحم.

## جائحة كوفيد 19
في 4 فبراير 2022، أعلنت وزارة الخارجية والمغتربين الفلسطينية أنها استكملت الإجراءات كافة لوصول الدفعة الأولى من اللقاحات التي قدمتها بولندا لدولة فلسطين والبالغ عددها نحو 300 ألف جرعة من لقاح موديرنا. أعلن سفير دولة فلسطين لدى بولندا محمود خليفة عن دفعة ثانية لاحقًا تضم نحو 500 ألف جرعة من لقاح فايزر-بيونتك.